# Kao (Niger)
Kao est une localité et une commune rurale du Niger, du département de Tchintabaraden, région de Tahoua.

## Géographie
Kao est située sur la route nationale 22 (axe Mararaba Kao-Tchintabaraden) à 58 km au sud du chef-lieu départemental Tchintabaraden.  
| Tillia | Tchintabaraden |         |
| Tillia | Kao            | Abalak  |
| Affala | Barmou         | Tabalak |

## Histoire
La commune rurale de Kao est instaurée en 2002.

## Population
Lors du recensement général de 2012, la population communale est relevée à 65 197 habitants. La localité compte 6 035 habitants en 2012.

## Localités
La commune s'étend au sud du département de Tchintabaraden.

## Services et infrastructures
- Centre de Santé Intégré (CSI) à Kao, Inoudogom et Intalliwan[4].
- Collège d'enseignement général (CEG) à Kao,
- Centre de formation des métiers (CFM) à Kao
- un service d élevage
- Un abattoir
- Deux forage dont un est fonctionnel
- une école nomade nommé capitaine Reeb créé en 1942

## Économie
Elle trouve son autonomie en fonction de l élevage,  les cultures de contre saison , l agriculture et la pêche